# Serika Gulumá
Gulumá  Ortiz est un nom espagnol. Le premier nom de famille, en général paternel, est Gulumá ; le second, en général maternel, souvent omis, est Ortiz.
Serika Mitchell Gulumá Ortiz, née le 16 juillet 1990 à Puerto Rico, dans le département de Caquetá, est une coureuse cycliste colombienne.

## Repères biographiques
Bien que née dans le département de Caquetá, à Puerto Rico, Serika Mitchell Gulumá Ortiz se considère comme Quindiana. D'une part, parce qu'elle est arrivée dans ce département dès l'âge de trois ans et qu'elle y a grandi et d'autre part, parce que c'est dans le Quindío, qu'elle a donné ses premiers coups de pédale et qu'a commencé sa carrière sportive.

## Palmarès sur route

### Par années
- 2013
  - 3e du Tour du Salvador
- 2018
  -  Médaillée d'argent de la course en ligne aux Jeux sud-américains
  -  Médaillée de bronze du contre-la-montre aux Jeux d'Amérique centrale et des Caraïbes
- 2022
  -  Médaillée d'argent du contre-la-montre des Jeux bolivariens
- 2023
  - 2e et 4e étapes du Tour du Guatemala

### Classements mondiaux
| Année                                 | 2013 | 2014 | 2015 | 2016 | 2017 | 2018 | 2019 | 2020 | 2021 | 2022 | 2023 | 2024  |
| ------------------------------------- | ---- | ---- | ---- | ---- | ---- | ---- | ---- | ---- | ---- | ---- | ---- | ----- |
| Classement UCI                        | 73e  | 121e | 189e | 247e | nc   | 593e | 377e | nc   | 255e | 625e | 727e | 1437e |
| UCI World Tour                        |      |      |      | nc   | nc   | nc   | nc   | nc   | nc   | nc   | nc   | 323e  |
|                                       |      |      |      |      |      |      |      |      |      |      |      |       |
| Légende : nc = non classéSource : UCI |      |      |      |      |      |      |      |      |      |      |      |       |

### Résultats sur les championnats

#### Championnats du monde
- Province de Limbourg 2012
  - 30e du contre-la-montre
  - Abandon dans la course en ligne
- Florence 2013
  - 16e du contre-la-montre par équipes
- Ponferrada 2014
  - 17e du contre-la-montre
  - 35e de la course en ligne
- Richmond 2015
  - 43e du contre-la-montre
  - 73e de la course en ligne

### Coupe des nations
- 2022
  - 3e de la poursuite par équipes à Cali

#### Jeux panaméricains
- Guadalajara 2011
  - 24e de la course en ligne (en)

| - Tlaxcala 2009 - 18e de la course en ligne - Zacatecas 2013 - Médaillée de bronze du contre-la-montre - 16e de la course en ligne - Puebla 2014 - Médaillée d'argent du contre-la-montre - 18e de la course en ligne - Táchira 2016 - Championne panaméricaine du contre-la-montre - 32e de la course en ligne - San Juan 2018 - 15e du contre-la-montre - 38e de la course en ligne - Saint-Domingue 2021 - Quatrième du contre-la-montre - 29e de la course en ligne - Medellín 2010 - Quatrième de la course en ligne - Mayagüez 2010 - 18e de la course en ligne - Veracruz 2014 - Médaillée d'argent du contre-la-montre - 18e de la course en ligne - Barranquilla 2018 - Médaillée de bronze du contre-la-montre - 31e de la course en ligne | - 2009 - Médaillée de bronze du contre-la-montre - 15e de la course en ligne - 2010 - Quatrième de la course en ligne - 12e du contre-la-montre - 2011 - Quatrième de la course en ligne - Quatrième du contre-la-montre - 2013 - Championne de Colombie du contre-la-montre - Cinquième de la course en ligne - 2014 - Championne de Colombie du contre-la-montre - 15e de la course en ligne - 2015 - Médaillée d'argent du contre-la-montre des XX Juegos Deportivos Nacionales - Sixième de la course en ligne des XX Juegos Deportivos Nacionales - 2016 - Médaillée d'argent du contre-la-montre - Huitième de la course en ligne - 2018 - Championne de Colombie du contre-la-montre - 2019 - Championne de Colombie du contre-la-montre - Cinquième de la course en ligne - 2021 - Championne de Colombie du contre-la-montre |

## Palmarès sur piste

### Résultats sur les championnats

#### Jeux panaméricains
- Guadalajara 2011
  -  Médaillée de bronze de la poursuite par équipes (en)

#### Championnats panaméricains
- Mexico 2009
  -  Médaillée de bronze de la poursuite par équipes
- Medellín 2011
  -  Médaillée de bronze de la poursuite par équipes
- Mexico 2013
  -  Médaillée d'argent de la poursuite par équipes
  - Neuvième de la course aux points[23].

### Jeux sud-américains
- Cochabamba 2018
  -  Médaillée d'or de la poursuite par équipes

#### Jeux d'Amérique centrale et des Caraïbes
- Mayagüez 2010
  -  Médaillée d'or de la poursuite par équipes
  -  Médaillée d'argent de la course scratch
  -  Médaillée d'argent de l'omnium
- Barranquilla 2018
  -  Médaillée d'argent de la poursuite par équipes
- San Salvador 2023
  -  Médaillée d'argent de la poursuite par équipes

#### Championnats de Colombie
- Barranquilla 2009
  -  Médaillée de bronze de la vitesse par équipes[24].
  -  Médaillée de bronze de la poursuite individuelle[25].
- Medellín 2010
  -  Médaillée d'argent de la poursuite par équipes (avec Rocío Bernal et Lorena Colmenares)[26].
  -  Médaillée d'argent de la course scratch[26].
  -  Médaillée de bronze de l'omnium[27].
- Cali 2012
  -  Médaillée d'argent de la poursuite par équipes des XIX Juegos Deportivos Nacionales (avec Rocío Bernal et Milena Fagua)[28].
  -  Médaillée de bronze de l'omnium des XIX Juegos Deportivos Nacionales[29].
- Medellín 2014
  -  Médaillée de bronze de la poursuite par équipes (avec Lorena Colmenares, Milena Fagua et Angie Sanabria)[30].
  -  Médaillée de bronze de la course aux points[31].
- Cali 2015
  -  Médaillée d'or de la course aux points[32].
  -  Médaillée d'argent de la poursuite par équipes (avec Lorena Colmenares, Milena Fagua et Angie Sanabria)[33].
  -  Médaillée d'argent de la course scratch[34].
- Cali 2017
  -  Médaillée d'argent de la course à l'américaine (avec Lorena Colmenares)[35].
- Cali 2018
  -  Médaillée d'argent de la poursuite individuelle[36].
  -  Médaillée de bronze de la poursuite par équipes (avec Angie Sanabria, Lorena Colmenares et Jessica Hurtado)[37].
  -  Médaillée de bronze de la course aux points[38].
- Cali 2022
  -  Médaillée de bronze de la course aux points[39].
- Juegos Nacionales Eje Cafetero 2023
  -  Médaillée de bronze de l'omnium des XXII Juegos Deportivos Nacionales[40].